# تشي جون فرناندس
تشي جون فرناندس (باليونانية: Τσε Τζον Φερνάντες)‏ هو منافس ألعاب قوى يوناني، ولد في 22 يوليو 1971.